# كيلي ميلر (كرة سلة)
كيلي ميلر (بالإنجليزية: Kelly Miller)‏ مواليد 6 سبتمبر 1978 في روشستر، هي لاعبة كرة سلة أمريكية بدأت مسيرتها الاحترافية في سنة 2001. تم اختيارها من قبل فريق شارلوت ستينغ خلال الدرافت تلعب في دوري الاتحاد الوطني لكرة السلة النسائية. اعتزلت اللعب في 2012. فازت بلقب دوري المحترفات.

## المسيرة الاحترافية
لعبت مع شارلوت ستينغ من سنة 2001 إلى 2003، ثم لعبت مع إنديانا فيفر في موسم 2004–2005، ثم لعبت مع فينيكس ميركوري من سنة 2006 إلى 2008، ثم لعبت مع مينيسوتا لينكس في سنة 2009، ثم لعبت مع أتلانتا دريم في سنة 2010، ثم لعبت مع واشنطن ميستيكس في سنة 2011، ثم لعبت مع نيويورك ليبرتي في سنة 2012.

## روابط خارجية
- كيلي ميلر على موقع الاتحاد الوطني لكرة السلة النسائية (الإنجليزية)
- كيلي ميلر على موقع كرة السلة الأوروبية.كوم (الإنجليزية)
- كيلي ميلر على موقع كلية كرة السلة في سبورتس رفرنس.كوم (الإنجليزية)
- كيلي ميلر على موقع بروبوليرز (الإنجليزية)
- كيلي ميلر على موقع سبورتس رفرنس (الإنجليزية)